# Perpezac-le-Noir
 Perpezac-le-Noir  (en occitano Perpesac lo Negre) es una comuna y población de Francia, en la región de Lemosín, departamento de Corrèze, en el distrito de Brive-la-Gaillarde y cantón de Vigeois.
Su población en el censo de 2008 era de 1038 habitantes.
No está integrada en ninguna Communauté de communes.

## Demografía
| 930 | 971 | 886 | 830 | 870 | 875 | 1038 |
| Para los censos de 1962 a 1999 la población legal corresponde a la población sin duplicidades (Fuente: INSEE [Consultar]) |     |     |     |     |     |      |